# جوزف یوبو
جوزف یوبو (به انگلیسی: Joseph Yobo) (زاد ۶ سپتامبر ۱۹۸۰ - کونو) بازیکن فوتبال اهل نیجریه است.
وی در تیم‌های مطرحی همچون استاندارد لیژ، المپیک مارسی، اورتون و فنرباغچه بازی کرده‌است.
یوبو همچنین سابقه ۹۵ بازی و ۷ گل ملی و حضور در جام جهانی فوتبال ۲۰۰۲ و جام جهانی فوتبال ۲۰۱۰ را دارد.